# سیارک ۱۱۷۹۲
سیارک ۱۱۷۹۲ (به انگلیسی: 11792 Sidorovsky، نامگذاری:1978SX7) یازده هزار و هفتصد و نود و دومین سیارک کشف شده‌است که در ۲۶ سپتامبر ۱۹۷۸ کشف شد.
قدر مطلق سیارک برابر ۱۵٫۵ است.